# Alvaro Avezum
Álvaro Avezum é médico cardiologista, Diretor da Divisão de Pesquisa do Instituto de Cardiologia Dante Pazzanese e Professor do Programa de Doutorado. Dr. Avezum contribuiu para a introdução e treinamento de cardiologistas de medicina baseada em evidências, capacitação e ensaios clínicos, coordenação de estudos epidemiológicos, avaliação de prática clínica e melhora em doenças cardiovasculares e a iniciativa de promoção de saúde cardiovascular no Brasil. Avezum foi o coordenador da pesquisa mundial sobre doenças cardiovasculares.

## História acadêmica
Recebeu seu diploma de medicina da Universidade Federal do Triângulo Mineiro, MG, Brasil, em 1985; Completou sua residência em Medicina Interna, seguida da conclusão de residência de 3 anos em cardiologia, no Instituto Dante Pazzanese de Cardiologia em São Paulo, em 1990; Obteve um Mestrado em Epidemiologia Clínica na McMaster University, Hamilton, Canadá, de 1993 a 1995; E obteve seu doutorado em Cardiologia pela Universidade de São Paulo em 2002.